# Ludwig Overbeck
Ludwig Rudolf Overbeck (* 20. Mai 1926 in Frankenthal; † 16. März 2017 in Singen) war ein deutscher Gynäkologe, Geburtshelfer und Hochschullehrer.

## Leben
Ludwig Overbeck besuchte das Realgymnasium in Ludwigshafen am Rhein und wurde noch vor Ablegung der Reifeprüfung im Juli 1944 zur Luftwaffe einberufen. Im Mai 1945 geriet er in amerikanische Kriegsgefangenschaft, aus der er im April 1946 entlassen wurde. Sein Abitur holte er im September 1946 an seiner alten Schule nach. Anschließend studierte er Medizin an den Universitäten Mainz und Heidelberg. In Heidelberg wurde er 1951 zum Dr. med. promoviert.
Nach seiner Zeit als Assistenzarzt und der Facharztausbildung für Frauenheilkunde in Darmstadt und an den Universitätskliniken Hamburg-Eppendorf und Marburg habilitierte er sich 1961 an der Universität Marburg für Geburtshilfe und Gynäkologie. Von 1963 bis 1970 war er Leitender Oberarzt an der Universitätsfrauenklinik in Kiel unter Herbert Huber. 1967 wurde er dort zum außerplanmäßigen Professor für Geburtshilfe und Gynäkologie ernannt. Zum 1. August 1970 wechselte er als Chefarzt der Städtischen Frauenklinik nach Singen, mit gleichzeitiger Lehrtätigkeit (Akademisches Lehrkrankenhaus der Universität Freiburg). In Singen führte Overbeck die Tumorchirurgie ein und ließ 1977 im Ostflügel der Klinik neue Operationssäle einbauen. Im Untergeschoss der Frauenklinik entstand eine Bestrahlungseinheit für die Therapie des Gebärmutterhalskrebses.
Im Jahr 1962 heiratete er die Ärztin Felicitas Küstner. Aus der Ehe gingen zwei Kinder, Peter (* 1963) und Kristina (* 1965), hervor.
Am 1. August 1990 trat Overbeck in den Ruhestand.

## Veröffentlichungen (Auswahl)
- Beitrag zur Pathologie und Klinik des Uteruswandsarkoms unter besonderer Berücksichtigung der reinen Peritonealmetastasierung beim myogenen Sarkom im Myom (Dissertation Heidelberg 1951)
- Die funktionelle Rückbildung der Uterusschleimhaut bei ektopischer Schwangerschaft (Stuttgart 1962)
- mit E. Philipp: Ultrastructure of intra-ovarian granulosa cell tumour stress. 1981, PMID 7269875.
- The ultrastructure of the Brenner tumor. In: Zeitschrift für Geburtshilfe und Gynäkologie. 1970, PMID 5486921.
- Ultrastructure of fallopian tube epithelium during the menstrual cycle. In: Zeitschrift für Geburtshilfe und Gynäkologie. 1969, PMID 5397223.
- mit E. Philipp: Ultrastructure of the ovarian disgerminoma. Contribution to the histogenesis of the tumor. In: Zeitschrift für Geburtshilfe und Gynäkologie. April 1969, PMID 5784877.
- mit E. Philipp: The ultrastructure of the cervix epithelium. In: Zeitschrift für Geburtshilfe und Gynäkologie. Oktober 1969, PMID 5355555.
- Ultrastructure of the Fallopian tube epithelium in the female menstrual cycle. 1969, PMID 5819925.
- Ultrastructure of botryoid or racemose sarcoma of the vagina in childhood. In: Zeitschrift für Geburtshilfe und Gynäkologie. Mai 1969, PMID 5586019.
- The ultrastructure of pseudomucinous ovarian cystomas. In: Zeitschrift für Geburtshilfe und Gynäkologie. Oktober 1967, PMID 5586019.
- mit E. Philipp: On melanogenesis in human tumor cells. In: Naturwissenschaften. Mai 1968, PMID 5702832.
- Electron microscopic studies of embryonal rhabdomyosarcoma. In: Frankfurter Zeitschrift für Pathologie. 1967, PMID 5589892.